# Trani
Denna artikel handlar om staden Trani. Se också Barletta-Andria-Trani (provins).
Trani är en stad och kommun i regionen Apulien i Italien. Trani gränsar till kommunerna Andria, Barletta, Bisceglie och Corato. Sedan 2008 är Trani en av tre huvudstäder i den nya provinsen Barletta-Andria-Trani. Trani gränsar till kommunerna Andria, Barletta, Bisceglie och Corato. 